# Gebakje

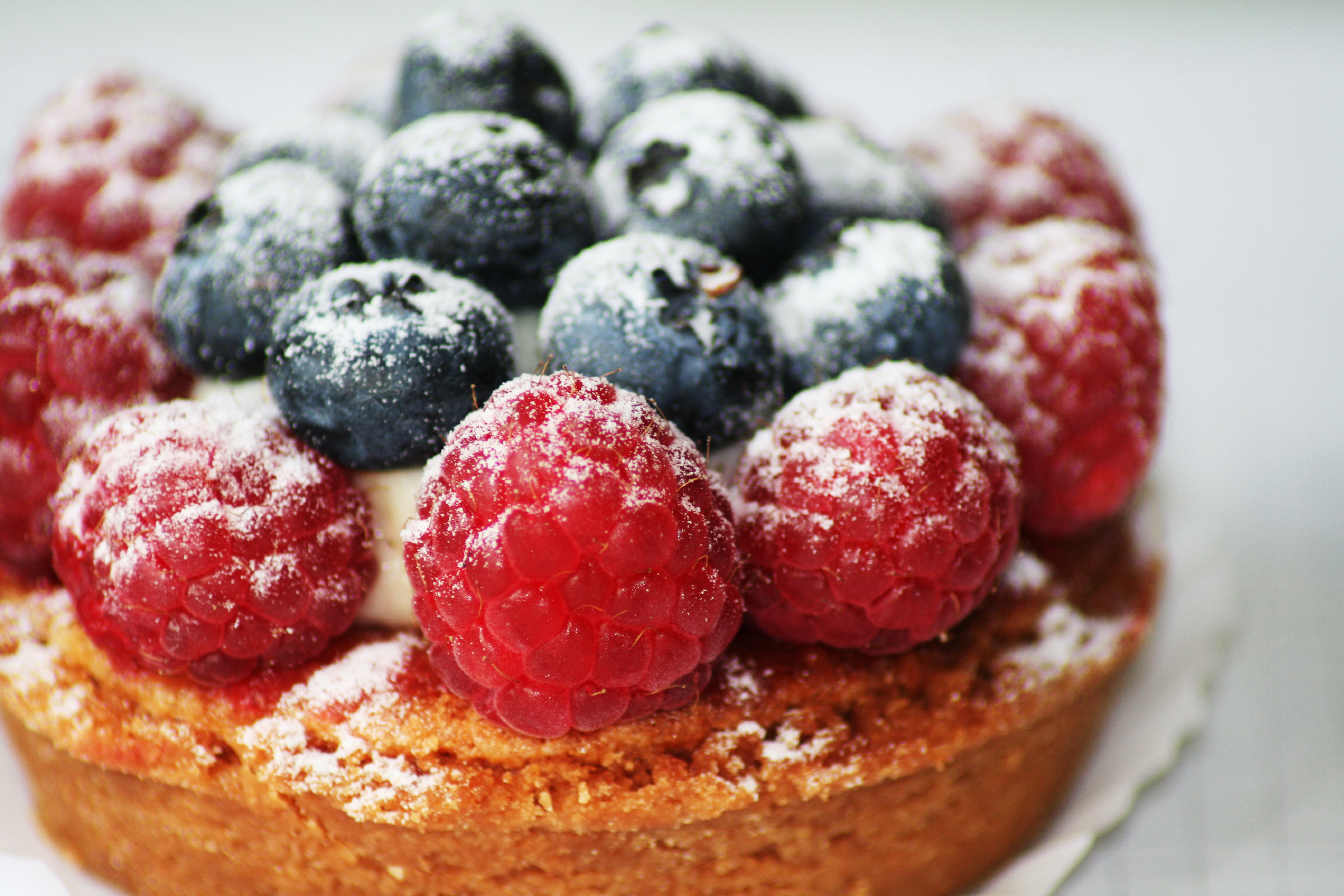
Een gebakje

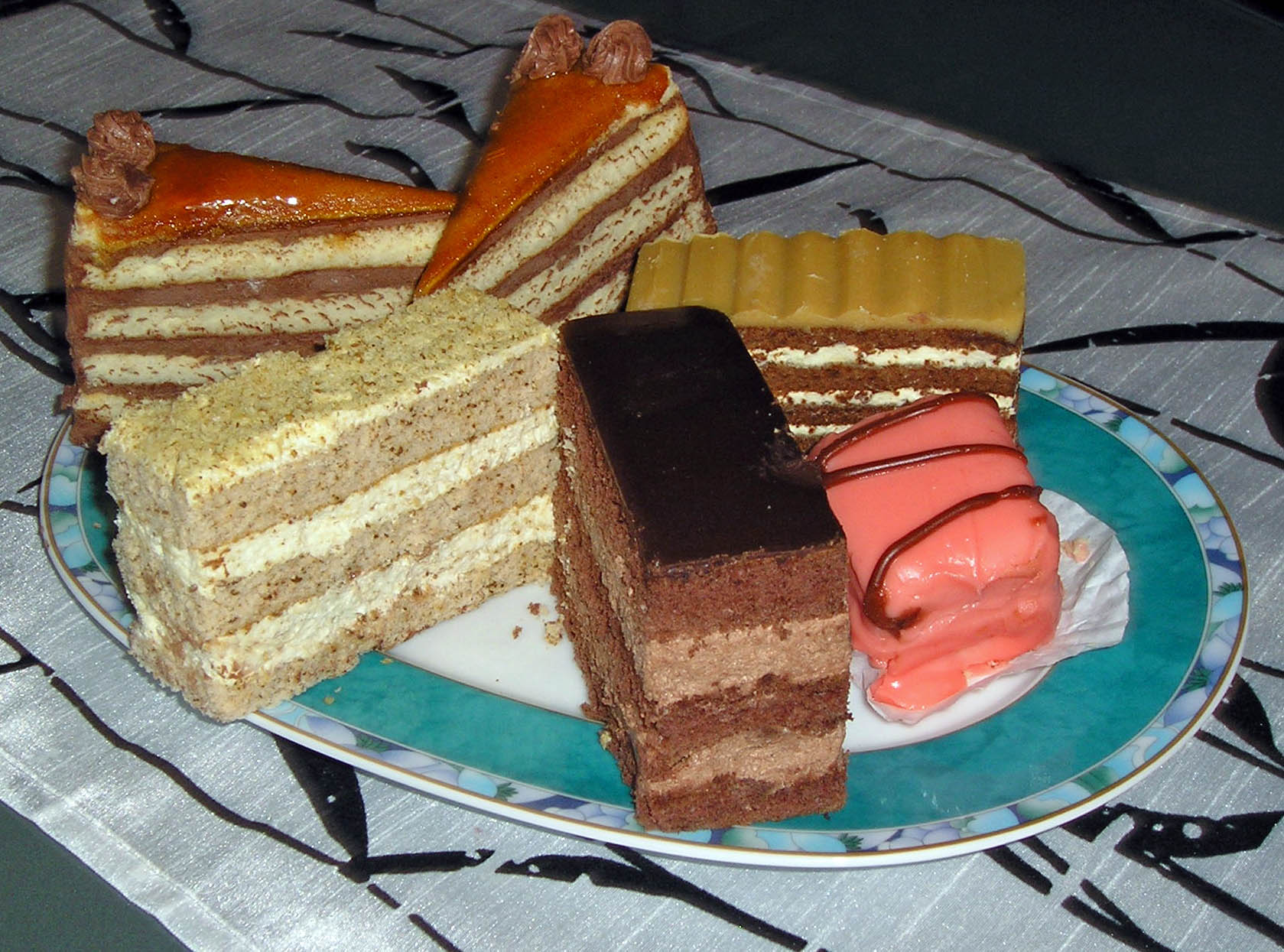
Gebakjes

Een gebakje (ook taartje) kan men het best beschrijven als een kleine taart. Ook een punt van een taart wordt wel een gebakje genoemd. Omdat een gebakje kleiner is worden ze vaak specifieker van smaak gemaakt. Een extra klein gebakje wordt ook wel petitfour genoemd. Een bekend Brabants gebakje is de Bossche bol.